# Santa Fe del Penedès
Santa Fe del Penedès è un comune spagnolo di 317 abitanti situato nella comunità autonoma della Catalogna.